# Court of the Tyrant King
Court of the Tyrant King är det svenska power metal-bandet Evermores debutalbum, utgivet i april 2021. Albumet gavs ursprungligen ut av bandet själva, men släpptes i nyutgåva september 2022 på Scarlet Records efter att bandet tecknat skivkontrakt med bolaget.
Court of the Tyrant King består bland annat av låtar från bandets egenproducerade EP Northern Cross från 2020.

## Låtlista
1. "Hero's Journey" (instrumental) – 0:52
2. "Call of the Wild" – 3:45
3. "Rising Tide" – 5:04
4. "Court of the Tyrant King" – 5:08
5. "Northern Cross" – 5:18
6. "See No Evil" – 7:15
7. "My Last Command" – 6:37
8. "By Death Reborn" – 5:51

## Medverkande
Musiker
- Johan Haraldsson – sång
- Johan Karlsson – gitarr, basgitarr, piano, orkestrering
- Andreas Vikland – trummor, bakgrundssång

Bidragande musiker
- Julia Pezo – sång
- Emilia Heiderup – sång

Produktion
- Johan Karlsson – producent, inspelningstekniker
- Marcus Alfsson – producent, inspelningstekniker
- Svante Forsbäck – mastering